# Дубравін Валентин Володимирович
Дубравін Валентин Володимирович (9 травня 1933, Київ — 7 грудня 1995, м. Ніжин Чернігівської області, похований у Києві) — фольклорист, етномузикознавець, педагог, композитор, кандидат мистецтвознавства. Член Спілки композиторів України. Чоловік В. Г. Дубравіної.

## Життєпис
Виховувся в дитячому будинку, де обрав для себе прізвище Дубравін — за аналогією з прізвищем диктора, голос якого полюбив.
У війну, будучи хлопчиком, партизанив на Вінниччині, підірвався на міні та майже втратив зір.
Уже після війни, маючи здібності до музики і співу, отримав спеціальну освіту та присвятив музиці все своє життя.
1960–1978 — викладач теоретичних предметів у Сумському музичному училищі.
1961 — закінчив історико-теоретичний факультет Київської консерваторії, де під впливом таких відомих фундаторів українського музикознавства як Шреєр-Ткаченко Онисія Яківна, Столова Євгенія Мойсеївна був визначений фах майбутньої діяльності: етномузиколог та історик культури.
1964-1967 — навчався в аспірантурі Ленінградської консерваторії (сучасна Санкт-Петербурзька державна консерваторія імені Миколи Римського-Корсакова) під керівництвом Феодосія Рубцова.
1972 — захистив кандидатську дисертацію з мистецтвознавства.
1978–1983 — завідувач кафедри теорії та історії музики та гри на музичних інструментах Сумського педагогічного інституту (сучасний Сумський державний педагогічний університет імені А. С. Макаренка).
З 1983 — працює в Ніжинському державному університеті імені Миколи Гоголя.
Від 1990 — професор кафедри теорії, історії музики та гри на музичних інструментах.
Донька музикознавця — Дубравіна Олена, директорка Бучанської школи мистецтв ім. Левка Ревуцького, яка майже 15 років навчає дітей опановувати таємниці фортепіанної майстерності.

## Музично-етнографічна діяльність
Культурно-історичні та етнографічні інтереси Валентина Дубравіна сформувалися під впливом процесу відродження народознавчих досліджень 1960–1970-х років, що стало якісно новим етапом розвитку вітчизняної  фольклористики.
Саме в цей час розпочалися науково-творчі контакти вченого з редакцією журналу «Вперед», де він відбирав тексти пісень, редагував їх та переписував по Брайлю. Використовуючи шрифт Брайля, В. Дубравін писав тексти пісень, які ставали доступними для прочитання незрячим людям.

### Початок наукової роботи
Його експедиційна та наукова робота розпочалася з Будинку народної творчості в м. Суми. Саме сюди приїздили аматори зі всієї області, щоб отримати консультації зі збирання фольклору та прослухати лекції з теорії та композиції, які читав Валентин Дубравін.
Результатом дослідницької роботи став ряд наукових публікацій, а також нотна збірка пісень Сумщини з коментарями та вступною статтею, у якій автор аналізує жанровий склад фольклору регіону, визначає межі музичних діалектів, вказуючи на їхні характерні риси.

### Народнопісенна творчість Чернігівщини
З 1983 року науковець почав вивчати народнопісенну творчість Чернігівщини: протягом кількох років він досліджував пісні Бахмацького, Борзнянського, Варвинського, Козелецького, Корюківського, Ніжинського, Сновського та інших районів області. На базі зібраного матеріалу В. Дубравін уклав збірку, до якої увійшли кращі зразки народних пісень, підібрані укладачем з урахуванням локальних та стильових прикмет фольклору Чернігівщини.

### Про творчість українських кобзарів
Окремі експедиції Дубравіна присвячені творчості таких українських кобзарів: Адамцевич Євген Олександрович, Ковшар Олександр Олексійович (записав його репертуар у 1994), Мовчан Єгор Хомич.

## Творчий наробок
У колекції понад 28 тисяч фольклорних зразків; нотовано 2369 наспівів; видано збірки:
- «Пісні однієї родини» (1988),
- «Пісні Сумщини» (1989; обидві — Київ),
- «Народні пісні Чернігівщини в запису Валентина Дубравіна» (Чг., 2001), «Пісні одного села» (2002),
- «Пісні Шевченківського краю» (2005; обидві — Ніжин),
- «Обрядові пісні Слобожанщини і Сумський регіон» (С., 2005),
- у рукописах лишилися збірки «Пісні Полтавщини» (436 од.), «Хрестинівські пісні Черкаської області» (175 од.).

Укладач хрестоматії «Український музичний фольклор» (3 ч., Ніжин, 1994—1996).